# Жуков, Илья Вячеславович
Илья Вячеславович Жуков (бел. Ілья Вячаслававіч Жукаў; род. 5 мая 2002, Минск) — белорусский футболист, защитник клуба «Сморгонь».

## Карьера
Воспитанник футбольной академии академии «Минска». В 2019 году стал выступать за дублирующий состав столичного клуба. В марте 2022 года футболист перешёл в «Сморгонь». Дебютировал за клуб 10 апреля 2022 года в матче против «Слонима-2017», выйдя на поле в стартовом составе. Сразу же стал одним из ключевых игроков сморгонского клуба. По итогу дебютного сезона стал серебряным призёром Первой Лиги и помог клубу выйти в элитный дивизион.
В начале 2023 года готовился к новому сезону с основной командой сморгонского клуба. Свой дебютный матч в рамках Высшей лиги сыграл 1 апреля 2023 года против жодинского «Торпедо-БелАЗ», выйдя на замену в начале второго тайма. На протяжении первой половины сезона был в клубе одним из ключевых игроков, однако с конца августа 2023 года чаще стал оставаться на скамейке запасных. По итогу сезона вместе с клубом смог сохранить прописку в высшем дивизионе.
В декабре 2023 года футболист продлил контракт со «Сморгонью».

## Международная карьера
В сентябре 2022 года футболист получил вызов в молодёжную сборную Беларуси. Дебютировал за сборную 21 сентября 2022 года в товарищеском матче против России.